# 1. Fußball-Club Köln 01/07 1998-1999
Questa voce raccoglie le informazioni riguardanti il 1. Fußball-Club Köln 01/07 nelle competizioni ufficiali della stagione 1998-1999.

## Stagione
Nella stagione 1998-1999 il Colonia, allenato da Bernd Schuster, concluse il campionato di 2. Bundesliga al 10º posto. In Coppa di Germania il Colonia fu eliminato al primo turno dall'Hansa Rostock.

## Rosa
| N. |                     | Ruolo | Calciatore           |
| -- | ------------------- | ----- | -------------------- |
| 1  | Germania (bandiera) | P     | Markus Pröll         |
| 2  | Germania (bandiera) | C     | Markus Bähr          |
| 3  | Germania (bandiera) | C     | Karsten Hutwelker    |
| 4  | Germania (bandiera) | D     | Dennis Grassow       |
| 5  | Slovenia (bandiera) | D     | Spasoje Bulajič      |
| 6  | Germania (bandiera) | D     | Dirk Schuster        |
| 7  | Germania (bandiera) | C     | Ralf Hauptmann       |
| 8  | Romania (bandiera)  | C     | Dorinel Munteanu     |
| 9  | Bulgaria (bandiera) | A     | Georgi Donkov        |
| 10 | Germania (bandiera) | C     | Claus-Dieter Wollitz |
| 11 | Iran (bandiera)     | A     | Khodadad Azizi       |
| 14 | Brasile (bandiera)  | A     | Luciano Emílio       |

| N. |                     | Ruolo | Calciatore         |
| -- | ------------------- | ----- | ------------------ |
| 15 | Germania (bandiera) | C     | Christian Springer |
| 16 | Germania (bandiera) | P     | Sebastian Selke    |
| 17 | Austria (bandiera)  | A     | Ralph Hasenhüttl   |
| 18 | Croazia (bandiera)  | C     | Goran Vučević      |
| 20 | Germania (bandiera) | D     | Thomas Cichon      |
| 22 | Germania (bandiera) | C     | Stephan Glaser     |
| 23 | Germania (bandiera) | A     | Josef Tuma         |
| 24 | Germania (bandiera) | C     | Michael Rösele     |
| 25 | Germania (bandiera) | D     | Carsten Cullmann   |
| 26 | Germania (bandiera) | D     | Alexander Voigt    |
| 27 | Italia (bandiera)   | C     | Claudio Marasa     |
| 28 | Germania (bandiera) | C     | Marco Weller       |
| 30 | Germania (bandiera) | C     | Dirk Lottner       |

## Organigramma societario
Area tecnica
- Allenatore: Bernd Schuster
- Allenatore in seconda:
- Preparatore dei portieri: Rolf Herings, Walter Junghans
- Preparatori atletici:

## Calciomercato

### Sessione estiva
| Acquisti | Acquisti             | Acquisti         | Acquisti |
| R.       | Nome                 | da               | Modalità |
| -------- | -------------------- | ---------------- | -------- |
| C        | Dirk Lottner         | Bayer Leverkusen |          |
| C        | Markus Bähr          | Karlsruhe        |          |
| D        | Spasoje Bulajič      | Maribor          |          |
| D        | Carsten Cullmann     | Colonia II       |          |
| A        | Georgi Donkov        | Bochum           |          |
| C        | Stephan Glaser       | Bonner           |          |
| A        | Ralph Hasenhüttl     | Lierse           |          |
| C        | Karsten Hutwelker    | Bochum           |          |
| C        | Christian Springer   | St. Pauli        |          |
| A        | Josef Tuma           | SV Lohhof        |          |
| C        | Claus-Dieter Wollitz | Uerdingen 05     |          |

| Cessioni | Cessioni          | Cessioni             | Cessioni |
| R.       | Nome              | a                    | Modalità |
| -------- | ----------------- | -------------------- | -------- |
| A        | Holger Gaißmayer  | RW Oberhausen        |          |
| D        | Karsten Baumann   | Borussia Dortmund    |          |
| C        | Christer Fursth   | Hammarby             |          |
| D        | Michael Kostner   | Wacker Burghausen    |          |
| P        | Michael Kraft     | Gütersloh            |          |
| D        | Markus Münch      | Genoa                |          |
| A        | Anton Polster     | Borussia M'gladbach  |          |
| C        | Aleksandr Rychkov | Basilea              |          |
| C        | Uwe Scherr        | Wuppertal            |          |
| D        | Bodo Schmidt      | Viktoria Colonia     |          |
| C        | Pablo Thiam       | Stoccarda            |          |
| C        | René Tretschok    | Hertha Berlino       |          |
| A        | Ion Vlădoiu       | Dinamo Bucarest      |          |
| C        | Dennis Vogt       | Borussia Dortmund II |          |

### Sessione invernale
| Acquisti | Acquisti | Acquisti | Acquisti |
| R.       | Nome     | da       | Modalità |
| -------- | -------- | -------- | -------- |

| Cessioni | Cessioni       | Cessioni | Cessioni |
| R.       | Nome           | a        | Modalità |
| -------- | -------------- | -------- | -------- |
| P        | Andreas Menger | Duisburg |          |

## Risultati

### 2. Bundesliga

#### Girone di andata
| Arbitro: | Fröhlich |

|  |           |               |
|  | Marcatori | 75’ Hutwelker |

| Arbitro: | Meyer |

|  |           |                |
|  | Marcatori | 4’ Oberleitner |

| Arbitro: | Blumenstein |

|               |           |             |
| Hauptmann 84’ | Marcatori | 22’ Pleuler |

| Arbitro: | Schößling |

|                     |           |           |
| Neustädter 15’, 84’ | Marcatori | 52’ Azizi |

| Arbitro: | Wack |

|                                                    |           |            |
| Asamoah 3’, 73’ Addo 60’ Lala 85’ N'Diaye 87’, 89’ | Marcatori | 21’ Donkov |

| Arbitro: | Fleischer |

|             |           |                                                |
| Vučević 45’ | Marcatori | 19’ Mason 20’ Chmielewski 29’ Marin 45’ Scherz |

| Arbitro: | Weiner |

|                     |           |                                              |
| Irrgang 3’ Rath 25’ | Marcatori | 33’ (rig.), 45’ Munteanu 83’ (aut.) Heidrich |

| Arbitro: | Werthmann |

|                        |           |              |
| Cichon 5’ Schuster 25’ | Marcatori | 86’ Lipinski |

| Arbitro: | Heynemann |

|                                           |           |                    |
| Brdarić 10’, 45’ Grlić 18’ Schütterle 77’ | Marcatori | 70’, 85’ Gaißmayer |

| Arbitro: | Friedrichs |

|               |           |  |
| Gaißmayer 63’ | Marcatori |  |

| Arbitro: | Wezel |

|                      |           |                            |
| van der Ven 39’, 45’ | Marcatori | 23’ Gaißmayer 80’ Schuster |

| Arbitro: | Gettke |

|  |           |                   |
|  | Marcatori | 75’ (rig.) Kevric |

| Arbitro: | Hufgard |

|             |           |             |
| Dermech 20’ | Marcatori | 45’ Bulajič |

| Arbitro: | Kinhöfer |

|            |           |  |
| Rösele 56’ | Marcatori |  |

| Arbitro: | Zerr |

|           |           |             |
| Stark 70’ | Marcatori | 54’ Bulajič |

| Arbitro: | Kemmling |

|                                                |           |           |
| Hasenhüttl 9’ Rösele 36’ Wollitz 72’ Azizi 88’ | Marcatori | 61’ Reich |

| Bielefeld 7 dicembre 1998, ore 19:30 CET 17ª giornata | Arminia Bielefeld | 0 – 0 referto | Colonia | Bielefelder Alm (11 126 spett.)\| Arbitro: \| Wack \| |
| Arbitro:                                              | Wack              |               |         |                                                       |

#### Girone di ritorno
| Arbitro: | Weber |

|            |           |             |
| Rösele 45’ | Marcatori | 48’ Choroba |

| Arbitro: | Hauer |

|                          |           |  |
| Rraklli 23’ Strehmel 55’ | Marcatori |  |

| Arbitro: | Wagner |

|  |           |                       |
|  | Marcatori | 23’ Morinas 71’ Kreuz |

| Arbitro: | Werthmann |

|                      |           |                      |
| Góra 62’ Zdrilić 70’ | Marcatori | 13’ Rösele 22’ Voigt |

| Arbitro: | Schütz |

|                          |           |           |
| Bulajič 14’ Cullmann 85’ | Marcatori | 58’ Klopp |

| Amburgo 22 marzo 1999, ore 20:15 CET 23ª giornata | St. Pauli | 0 – 0 referto | Colonia | Millerntor-Stadion (15 008 spett.)\| Arbitro: \| Sippel \| |
| Arbitro:                                          | Sippel    |               |         |                                                            |

| Arbitro: | Albrecht |

|                                 |           |                          |
| Munteanu 38’ (rig.) Lottner 54’ | Marcatori | 35’ Schröder 60’ Miriuță |

| Arbitro: | Friedrichs |

|  |           |                                              |
|  | Marcatori | 17’ Munteanu 42’ Azizi 54’ Wollitz 61’ Voigt |

| Arbitro: | Berg |

|  |           |                                           |
|  | Marcatori | 22’ Westerbeek 58’ Spanier 69’ Schütterle |

| Arbitro: | Blumenstein |

|                  |           |            |
| Leśniak 36’, 60’ | Marcatori | 76’ Donkov |

| Arbitro: | Hilmes |

|                                              |           |  |
| Bähr 52’ Wollitz 65’ Donkov 70’ Munteanu 84’ | Marcatori |  |

| Arbitro: | Keßler |

|                  |           |  |
| Carl 2’ Aziz 90’ | Marcatori |  |

| Arbitro: | Kircher |

|             |           |  |
| Wollitz 50’ | Marcatori |  |

| Arbitro: | Gagelmann |

|  |           |              |
|  | Marcatori | 78’ Munteanu |

| Arbitro: | Meyer |

|                       |           |                  |
| Springer 8’ Azizi 55’ | Marcatori | 86’ (rig.) Stark |

| Arbitro: | Weiner |

|                                      |           |             |
| Bäumer 10’ Schwarz 34’ Guié-Mien 63’ | Marcatori | 84’ Lottner |

| Arbitro: | Margenberg |

|                                              |           |                                           |
| Munteanu 18’ (rig.) Cullmann 80’ Lottner 81’ | Marcatori | 27’, 45’ Labbadia 43’, 63’ Reina 83’ Bode |

### Coppa di Germania
| Arbitro: | Wagner |

|  |           |           |
|  | Marcatori | 45’ Majak |

## Statistiche

### Statistiche di squadra
| Competizione      | Punti | In casa | In casa | In casa | In casa | In casa | In casa | In trasferta | In trasferta | In trasferta | In trasferta | In trasferta | In trasferta | Totale | Totale | Totale | Totale | Totale | Totale | DR |
| Competizione      | Punti | G       | V       | N       | P       | Gf      | Gs      | G            | V            | N            | P            | Gf           | Gs           | G      | V      | N      | P      | Gf     | Gs     | DR |
| ----------------- | ----- | ------- | ------- | ------- | ------- | ------- | ------- | ------------ | ------------ | ------------ | ------------ | ------------ | ------------ | ------ | ------ | ------ | ------ | ------ | ------ | -- |
| 2. Bundesliga     | 45    | 17      | 8       | 3       | 6       | 25      | 24      | 17           | 4            | 6            | 7            | 21           | 29           | 34     | 12     | 9      | 13     | 46     | 53     | -7 |
| Coppa di Germania | -     | 1       | 0       | 0       | 1       | 0       | 1       | 0            | 0            | 0            | 0            | 0            | 0            | 1      | 0      | 0      | 1      | 0      | 1      | -1 |
| Totale            | 45    | 18      | 8       | 3       | 7       | 25      | 25      | 17           | 4            | 6            | 7            | 21           | 29           | 35     | 12     | 9      | 14     | 46     | 54     | -8 |

### Andamento in campionato
| Giornata  | 1 | 2 | 3  | 4  | 5  | 6  | 7  | 8  | 9  | 10 | 11 | 12 | 13 | 14 | 15 | 16 | 17 | 18 | 19 | 20 | 21 | 22 | 23 | 24 | 25 | 26 | 27 | 28 | 29 | 30 | 31 | 32 | 33 | 34 |
| --------- | - | - | -- | -- | -- | -- | -- | -- | -- | -- | -- | -- | -- | -- | -- | -- | -- | -- | -- | -- | -- | -- | -- | -- | -- | -- | -- | -- | -- | -- | -- | -- | -- | -- |
| Luogo     | T | C | C  | T  | T  | C  | T  | C  | T  | C  | T  | C  | T  | C  | T  | C  | T  | C  | T  | C  | T  | C  | T  | C  | T  | C  | T  | C  | T  | C  | T  | C  | T  | C  |
| Risultato | V | P | N  | P  | P  | P  | V  | V  | P  | V  | N  | P  | N  | V  | N  | V  | N  | N  | P  | P  | N  | V  | N  | N  | V  | P  | P  | V  | P  | V  | V  | V  | P  | P  |
| Posizione | 6 | 9 | 13 | 14 | 16 | 17 | 13 | 12 | 14 | 11 | 11 | 13 | 12 | 11 | 11 | 10 | 10 | 10 | 11 | 11 | 12 | 11 | 10 | 11 | 9  | 10 | 11 | 11 | 11 | 10 | 9  | 9  | 9  | 10 |

Legenda:

Luogo: C = Casa; T = Trasferta. Risultato: V = Vittoria; N = Pareggio; P = Sconfitta.

### Statistiche dei giocatori
| Giocatore     | 2. Bundesliga | 2. Bundesliga | 2. Bundesliga | 2. Bundesliga | Coppa di Germania | Coppa di Germania | Coppa di Germania | Coppa di Germania | Totale   | Totale | Totale      | Totale     |
| Giocatore     | Presenze      | Reti          | Ammonizioni   | Espulsioni    | Presenze          | Reti              | Ammonizioni       | Espulsioni        | Presenze | Reti   | Ammonizioni | Espulsioni |
| ------------- | ------------- | ------------- | ------------- | ------------- | ----------------- | ----------------- | ----------------- | ----------------- | -------- | ------ | ----------- | ---------- |
| K. Azizi      | 27            | 4             | 1             | 0             | 1                 | 0                 | 0                 | 0                 | 28       | 4      | 1           | 0          |
| S. Bulajič    | 21            | 3             | 7             | 1             | 0                 | 0                 | 0                 | 0                 | 21       | 3      | 7           | 1          |
| M. Bähr       | 22            | 1             | 2             | 0             | 1                 | 0                 | 0                 | 0                 | 23       | 1      | 2           | 0          |
| T. Cichon     | 22            | 1             | 7             | 1             | 1                 | 0                 | 0                 | 0                 | 23       | 1      | 7           | 1          |
| C. Cullmann   | 20            | 2             | 2             | 0             | 1                 | 0                 | 0                 | 0                 | 21       | 2      | 2           | 0          |
| G. Donkov     | 24            | 3             | 2             | 2             | 1                 | 0                 | 0                 | 0                 | 25       | 3      | 2           | 2          |
| L. Emílio     | 4             | 0             | 1             | 0             | 0                 | 0                 | 0                 | 0                 | 4        | 0      | 1           | 0          |
| H. Gaißmayer  | 11            | 4             | 0             | 0             | 1                 | 0                 | 0                 | 0                 | 12       | 4      | 0           | 0          |
| S. Glaser     | 4             | 0             | 0             | 0             | 0                 | 0                 | 0                 | 0                 | 4        | 0      | 0           | 0          |
| D. Grassow    | 24            | 0             | 6             | 0             | 1                 | 0                 | 0                 | 0                 | 25       | 0      | 6           | 0          |
| R. Hasenhüttl | 17            | 1             | 0             | 0             | 0                 | 0                 | 0                 | 0                 | 17       | 1      | 0           | 0          |
| R. Hauptmann  | 27            | 1             | 11            | 0             | 1                 | 0                 | 0                 | 0                 | 28       | 1      | 11          | 0          |
| K. Hutwelker  | 24            | 1             | 7             | 1             | 1                 | 0                 | 0                 | 0                 | 25       | 1      | 7           | 1          |
| D. Lottner    | 16            | 3             | 4             | 0             | 0                 | 0                 | 0                 | 0                 | 16       | 3      | 4           | 0          |
| C. Marasa     | 1             | 0             | 0             | 0             | 0                 | 0                 | 0                 | 0                 | 1        | 0      | 0           | 0          |
| A. Menger     | 8             | 0             | 0             | 0             | 1                 | 0                 | 0                 | 0                 | 9        | 0      | 0           | 0          |
| D. Munteanu   | 32            | 7             | 6             | 1             | 1                 | 0                 | 0                 | 0                 | 33       | 7      | 6           | 1          |
| M. Pröll      | 22            | 0             | 0             | 0             | 0                 | 0                 | 0                 | 0                 | 22       | 0      | 0           | 0          |
| M. Rösele     | 20            | 4             | 5             | 0             | 0                 | 0                 | 0                 | 0                 | 20       | 4      | 5           | 0          |
| D. Schuster   | 29            | 2             | 5             | 0             | 0                 | 0                 | 0                 | 0                 | 29       | 2      | 5           | 0          |
| S. Selke      | 4             | 0             | 0             | 0             | 0                 | 0                 | 0                 | 0                 | 4        | 0      | 0           | 0          |
| C. Springer   | 20            | 1             | 5             | 0             | 0                 | 0                 | 0                 | 0                 | 20       | 1      | 5           | 0          |
| J. Tuma       | 0             | 0             | 0             | 0             | 0                 | 0                 | 0                 | 0                 | 0        | 0      | 0           | 0          |
| A. Voigt      | 26            | 2             | 6             | 0             | 1                 | 0                 | 0                 | 0                 | 27       | 2      | 6           | 0          |
| G. Vučević    | 7             | 1             | 2             | 0             | 0                 | 0                 | 0                 | 0                 | 7        | 1      | 2           | 0          |
| M. Weller     | 0             | 0             | 0             | 0             | 0                 | 0                 | 0                 | 0                 | 0        | 0      | 0           | 0          |
| C. Wollitz    | 32            | 4             | 5             | 0             | 1                 | 0                 | 0                 | 0                 | 33       | 4      | 5           | 0          |